# Bergbieten
Bergbieten település Franciaországban, Bas-Rhin megyében. Lakosainak száma 725 fő (2022. január 1.). Bergbieten Balbronn, Dangolsheim, Dinsheim-sur-Bruche, Flexbourg, Scharrachbergheim-Irmstett, Soultz-les-Bains és Traenheim községekkel határos.

## Népesség
A település népességének változása:
| Lakosok száma | 685  | 693  | 706  | 704  | 710  | 722  | 725  | 732  | 725  |
|               | 2013 | 2015 | 2016 | 2017 | 2018 | 2019 | 2020 | 2021 | 2022 |